# 呉肇毅
呉 肇毅（ご ちょうき、1965年4月22日 - ）は、中国の囲碁棋士。中国囲棋協会所属、九段。永大杯囲棋戦優勝、全国囲棋個人戦5位など。

## 経歴
11歳で囲碁を学び、13歳で体育学校、15歳で集中訓練隊入り。1982年に三段認定。1987年に新秀菊花杯戦優勝。1989年牟鋼杯囲棋招待戦優勝。1991、93年名人戦リーグ入り。1992年八段、棋王戦の挑戦者決定戦に進出するが梁偉棠に0-2で敗れる。1994年大国手戦挑戦者決定戦で常昊に敗れる。1994、95年全国囲棋個人戦5位。1995年台湾の永代杯戦で林聖賢を破り優勝、全国国手招待戦優勝。1996年九段。1997年友情杯リーグ入り、宝勝電纜杯優勝。2000年天元戦ベスト4。
中国囲棋甲級リーグでは、1999年から中信大三元チームで出場するが2002年まででチームは解散し、2004年から乙級リーグで出場。棋士ランキングでは1997年10位、1999、2003年49位。1997年に呉肇毅囲棋倶楽部設立、2001年北京呉肇毅文化発展有限公司に発展する。

### タイトル歴
- 新秀菊花杯 1987年
- 牟鋼杯囲棋招待戦 1989年
- 永大杯囲棋戦 1995年
- 全国国手招待戦 1995年
- 宝勝電纜杯 1997年

### 他の棋歴
国際棋戦
- 日中囲碁交流
  - 1989年 1-2（○結城聡、×小松英樹、×森田道博）
  - 1991年 0-2（×中小野田智巳、×森山直棋）
- 日中スーパー囲碁
  - 1992年 0-1（×小松英樹）

国内棋戦
- 全国囲棋個人戦 5位 1994、95年
- 中国囲棋甲級リーグ戦
  - 1999年（巨盛中信大三元）
  - 2000年（中信大三元）
  - 2001年（中信大三元）
  - 2002年（中信大三元）
  - 2004年乙級
  - 2006年乙級（北京奕道場隊）
  - 2009年乙級（広東東湖棋院倶楽部有限公司、監督兼任）
  - 2010年乙級（広州広日囲棋隊、監督）